# Brahialna mišica
Brahiálna ali nadláktna míšica (latinsko musculus brachialis) leži pod dvoglavo nadlaktno mišico in izvira s sprednje strani nadlahtnice. Pripenja se na grčevino na sprednji strani podlahtnice. Oživčuje jo muskulokutani živec (C5 in C6).
Je fleksor komolčnega sklepa.